# Ilija Nestorovski
Ilija Nestorovski (Prilep, 1990. március 12. –) macedón válogatott labdarúgó. Jelenleg a Udinese játékosa. Posztját tekintve csatár.

## Pályafutása
Nestorovski Prilep városában született, labdarúgó pályafutását pedig az FK Pobeda csapatában kezdte. 2000-ben csatlakozott a klub ifjúsági akadémiájához, majd hat év után, 2006-ban bemutatkozhatott a felnőttek között is. A következő négy évben 96 bajnokin 39 gólt szerzett.
2010 nyarán kölcsönbe a cseh élvonalban szereplő 1. FC Slovácko csapatához került, ahol 11 bajnokin egy gólt ért el, a Slavia Praha elleni 3-1-es győzelem alkalmával volt eredményes. A következő szezonban 17 alkalommal kapott lehetőséget, újabb egy gólt szerzett.
A 2011-12 szezonban a Viktoria Zizkóban játszott, ugyancsak kölcsönben, de mivel a klub a kiesés ellen harcolt, fél év után hazaigazolt a Metalurg Szkopjéba. 2013. augusztus 9-én aláírt a horvát Inter-Zaprešićhez, ahol első idényében húsz alkalommal talált be az ellenfelek hálójába a másodosztályban és a kupában is szerzett két gólt. A következő szezon, immár az élvonalban még jobban sikerült, 27 bajnokin 24 góllal gólkirályi címet szerzett.
2016 júliusában 500.000 euró ellenében az olasz bajnokságban szereplő Palermo igazolta le.
2016. augusztus 12-én debütált új csapatában az AS Bari elleni kupameccsen, majd augusztus 21-én a Seria A-ban is pályára lépett a Sassuolo ellen a második félidőben Balogh Norbert cseréjeként. Szeptember 18-án megszerezte első gólját is, majd három nap múlva újra betalált az Atalantának. Első itt töltött idényében 37 bajnokin 11 gólt ért el.

### A válogatottban
Nestrovski a macedón U21-es válogatott tagjaként részt vett és mindhárom csoportmérkőzésen játszott a 2013-as U21-es Európa-bajnokságon.
2015. október 9-én bemutatkozhatott a macedón válogatottban is, ahol 2016. május 29-én szerezte meg első gólját Azerbajdzsán ellen.

## Statisztika
2017. május 28. szerint
| Szezon            | Klub              | Liga              | Liga            | Liga  | Kupa      | Kupa            | Kupa  | Nemzetközi | Nemzetközi      | Nemzetközi | Egyéb   | Egyéb           | Egyéb | Összesen        | Összesen |
| Szezon            | Klub              | Bajnokság         | Pályára lépések | Gólok | Bajnokság | Pályára lépések | Gólok | Sorozat    | Pályára lépések | Gólok      | Sorozat | Pályára lépések | Gólok | Pályára lépések | Gólok    |
| ----------------- | ----------------- | ----------------- | --------------- | ----- | --------- | --------------- | ----- | ---------- | --------------- | ---------- | ------- | --------------- | ----- | --------------- | -------- |
| 2006–2007         | FK Pobeda         | Prva              | ?               | ?     | CM        | 0               | 0     | -          | -               | -          | -       | -               | -     | ?               | ?        |
| 2007–2008         | FK Pobeda         | Prva              | ?               | ?     | CM        | 0               | 0     | -          | -               | -          | -       | -               | -     | ?               | ?        |
| 2008–2009         | FK Pobeda         | Prva              | 11              | 6     | CM        | 0               | 0     | -          | -               | -          | -       | -               | -     | 11              | 6        |
| 2009–2010         | FK Pobeda         | Prva              | 27              | 6     | CM        | 0               | 0     | -          | -               | -          | -       | -               | -     | 27              | 6        |
| 2009–2010         | FK Pobeda         | Prva              | 15              | 10    | CM        | 0               | 0     | -          | -               | -          | -       | -               | -     | 15              | 10       |
| Összesen          | Összesen          | Összesen          | 96              | 39    |           | 0               | 0     |            | -               | -          |         | -               | -     | 96              | 39       |
| 2010              | Slovácko          | 1L                | 11              | 1     | CR        | 0               | 0     | -          | -               | -          | -       | -               | -     | 11              | 1        |
| 2010–2011         | Slovácko          | 1L                | 17              | 1     | CR        | 1               | 0     | -          | -               | -          | -       | -               | -     | 18              | 1        |
| Összesen Slovácko | Összesen Slovácko | Összesen Slovácko | 28              | 2     |           | 1               | 0     |            | -               | -          |         | -               | -     | 29              | 2        |
| 2011–2012         | Viktoria Zizkov   | 1L                | 12              | 1     | CR        | 2               | 0     | -          | -               | -          | -       | -               | -     | 14              | 1        |
| 2012              | FK Metalurg       | Prva              | 14              | 1     | CM        | 0               | 0     | -          | -               | -          | -       | -               | -     | 14              | 1        |
| 2012–2013         | FK Metalurg       | Prva              | 6               | 0     | CM        | 2               | 2     | EL         | 4               | 1          | -       | -               | -     | 12              | 3        |
| Összesen          | Összesen          | Összesen          | 20              | 1     |           | 2               | 2     |            | 4               | 1          |         | -               | -     | 26              | 4        |
| 2013–2014         | Inter Zaprešić    | 2.HNL             | 30              | 20    | CC        | 4               | 2     | -          | -               | -          | -       | -               | -     | 34              | 22       |
| 2014–2015         | Inter Zaprešić    | 2.HNL             | 27              | 24    | CC        | 0               | 0     | -          | -               | -          | -       | -               | -     | 27              | 24       |
| 2015–2016         | Inter Zaprešić    | 1.HNL             | 33              | 25    | CC        | 2               | 0     | -          | -               | -          | -       | -               | -     | 35              | 25       |
| Összesen          | Összesen          | Összesen          | 90              | 69    |           | 6               | 2     |            | -               | -          |         | -               | -     | 96              | 71       |
| 2016–2017         | Palermo           | A                 | 37              | 11    | CI        | 1               | 0     | -          | -               | -          | -       | -               | -     | 38              | 11       |
| Karrier összesen  | Karrier összesen  | Karrier összesen  | 242             | 123   |           | 12              | 4     |            | 4               | 1          |         | -               | -     | 258             | 128      |

## Válogatott Statisztika
2017. március 24-e szerint
| Nemzeti   | Év       | Pályára lépések | Gólok |
| --------- | -------- | --------------- | ----- |
| Macedónia |          |                 |       |
| 2015      | 4        | 0               |       |
| 2016      | 7        | 3               |       |
| 2017      | 1        | 2               |       |
| Összesen  | Összesen | 12              | 5     |

### Válogatott góljai
| No | Stadion           | Ország                                     | Válogatottsága | Ellenfél      | Eredmény | Végeredmény | Kiírás               |
| -- | ----------------- | ------------------------------------------ | -------------- | ------------- | -------- | ----------- | -------------------- |
| 1. | 2016. május 26.   | Sportplatz Bad Erlach, Bad Erlach, Austria | 5.             | Azerbajdzsán  | 3–1      | 3–1         | Barátságos           |
| 2. | 2016. október 6.  | Philip II Arena, Skopje, Macedonia         | 7.             | Izrael        | 1–2      | 1–2         | 2018-as vb-selejtező |
| 3. | 2016. október 9.  | Philip II Arena, Skopje, Macedonia         | 8.             | Olaszország   | 1–1      | 2–3         | 2018-as vb-selejtező |
| 4. | 2017. március 24. | Rheinpark Stadion, Vaduz, Liechtenstein    | 11.            | Liechtenstein | 2–0      | 3–0         | 2018-as vb-selejtező |
| 5. | 2017. március 24. | Rheinpark Stadion, Vaduz, Liechtenstein    | 11.            | Liechtenstein | 3–0      | 3–0         | 2018-as vb-selejtező |